# Bettina Kudla

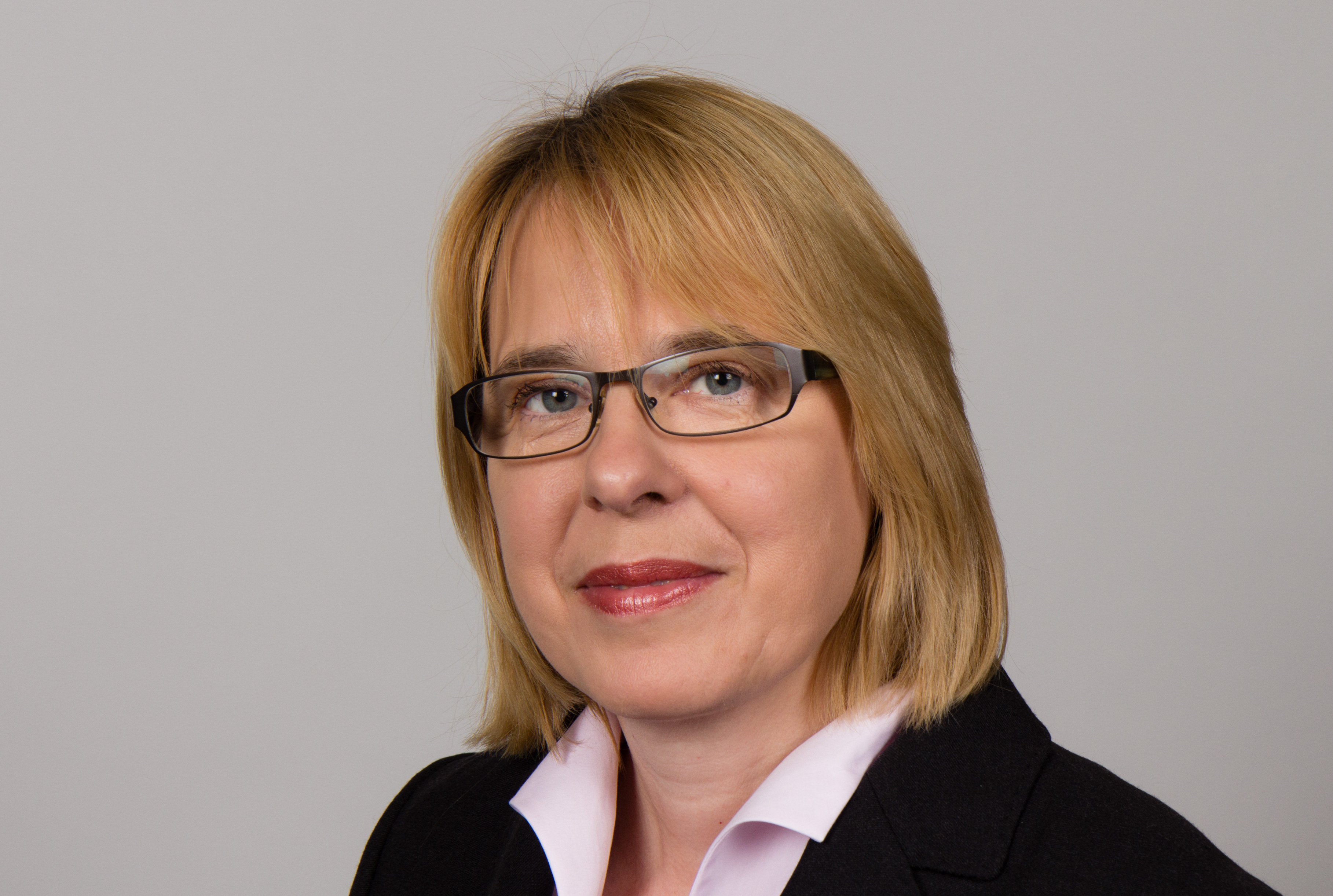
Bettina Kudla (2014)

Bettina Irene Kudla (* 20. Juli 1962 in München) ist eine deutsche Politikerin der CDU. Von 2009 bis 2017 war sie Mitglied des Bundestages.

## Leben
Bettina Kudla legte 1981 ihr Abitur ab und studierte von 1981 bis 1988 Betriebswirtschaft an der Ludwig-Maximilians-Universität München. Nach dem Abschluss als Diplom-Kauffrau arbeitete sie bis 2004 als Wirtschaftsprüferin und Steuerberaterin in Halle (Saale) bei der Wirtschaftsprüfungsgesellschaft Deloitte & Touche.

## Politik
Kudla wechselte 2004 als Kämmerin in die Stadtverwaltung Rosenheim. Seit dem 1. Mai 2005 war Kudla Bürgermeisterin und Beigeordnete für Finanzen der Stadt Leipzig. Sie gehörte in ihrer Eigenschaft als Bundestagsabgeordnete dem Kreisvorstand der CDU Leipzig an.
Zur Bundestagswahl am 27. September 2009 trat Kudla für die Leipziger CDU als Direktkandidatin im Bundestagswahlkreis Leipzig I an und wurde mit 33,3 % der Erststimmen in den Deutschen Bundestag gewählt, bei der Bundestagswahl 2013 mit 40,0 % wiedergewählt. Im 18. Deutschen Bundestag gehörte sie dem Finanzausschuss an und war Berichterstatterin ihrer Fraktion für allgemeine Versicherungswirtschaft, Freie Berufe und Sozialversicherung. Ferner gehörte sie dem Unterausschuss Europa des Haushaltsausschusses und dem Unterausschuss Kommunales des Innenausschusses an.

Am 2. Juni 2016 stimmte sie als einzige Abgeordnete im Deutschen Bundestag öffentlich gegen einen gemeinsamen Antrag von CDU/CSU, SPD und Bündnis 90/Die Grünen, der den Völkermord an den Armeniern und anderen christlichen Minderheiten in den Jahren 1915 und 1916 durch die Türkei zum Gegenstand hat. Ihre Ablehnung erklärte sie in einer persönlichen Erklärung zur Abstimmung: 

„Es ist nicht Aufgabe des Deutschen Bundestages, historische Bewertungen von Ereignissen in anderen Staaten vorzunehmen. Die Aufarbeitung von geschichtlichen Ereignissen obliegt dem betroffenen Staat, in diesem Fall der Republik Türkei. […] Die politischen als auch finanziellen Folgen, die sich aus diesem Antrag ergeben, sind nicht kalkulierbar. Unmittelbare finanzielle Folgen könnten sich durch das Aufmachen von Wiedergutmachungsforderungen seitens Armenien ergeben. […] Allein aus der Kenntnis von Vorgängen, kann m. E. nicht abgeleitet werden, dass das Deutsche Reich eine Mitschuld an den damaligen Ereignissen der Verfolgung der Armenier trägt. Worin diese Verantwortung besteht, ist im Antrag nicht erkennbar. […] Auch heute hat die Bundesregierung und auch der Deutsche Bundestag Kenntnis über Massaker zum Beispiel an Syrern.“

Einige Tage später trug das türkische Städtchen Pazar, das zuvor Cem Özdemir die Ehren-Mitbürgerschaft entzogen hatte, Kudla eine Ehren-Mitbürgerschaft an, ohne sie persönlich zu kontaktieren.
Im August 2016 wurde Kudlas Wahlkreisbüro in Leipzig-Gohlis von Unbekannten verwüstet. Auf linksunten.indymedia wurde ein Bekennerschreiben veröffentlicht, in dem Kudlas Mitwirkung bei der Asylrechtsverschärfung und der Verschlechterung bei Hartz IV kritisiert wurden.
Am 24. September 2016 twitterte Kudla „BK #Merkel streitet es ab, #Tauber träumt. Die #Umvolkung #Deutschlands hat längst begonnen. Handlungsbedarf besteht!“. CDU-Generalsekretär Peter Tauber schrieb „Die Einlassungen von @kudlaleipzig sind in Inhalt und Ton völlig inakzeptabel. Das steht nicht für die @CDU“. Michael Grosse-Brömer, einer der Parlamentarischen Geschäftsführer der CDU, schrieb darauf „Tweet von @KudlaLeipzig ist unsäglich. Die @cducsubt distanziert sich eindeutig von Inhalt und Sprache“.
Über den türkischen Regimekritiker Can Dündar twitterte sie: „Cansel #Dünnschiss, pardon, Can #Dündar sagt, …“ Diesen wie auch den „Umvolkungs“-Tweet ließ Kudla am 26. September 2016 löschen.
Durch die CDU-Mitglieder ihres Wahlkreises wurde Kudla nicht erneut als Direktkandidatin für die Bundestagswahl 2017 gewählt. Sie unterlag dem früheren Radrennsportler Jens Lehmann.

## Veröffentlichungen
- (Zusammen mit Philipp Schubert), Politische Folgen der Asylpolitik, in: Herbert Stettberger (Hrsg.), „Frau Merkel hat mich eingeladen“!? Impulse für eine offene Debatte in der Flüchtlingsfrage. Verantwortungsbewusste Empathieethik statt moralisierender Gesinnungsethik. Berlin 2017. S. 97–106.